# Dòng tài chính bất hợp pháp
Dòng tài chính bất hợp pháp, trong kinh tế, là một hình thức bay vốn bất hợp pháp xảy ra khi tiền được kiếm, chuyển nhượng hoặc chi tiêu bất hợp pháp. Tiền này được dự định sẽ biến mất khỏi bất kỳ hồ sơ nào ở nước xuất xứ và các khoản thu nhập từ nguồn của các dòng tài chính bất hợp pháp bên ngoài một quốc gia thường không quay trở lại nước xuất xứ.
Các dòng tài chính bất hợp pháp có thể được tạo ra theo nhiều cách không được tiết lộ trong các tài khoản quốc gia hoặc số liệu cán cân thanh toán, bao gồm cả việc định giá sai chuyển khoản, chuyển tiền mặt số lượng lớn, các giao dịch hawala và buôn lậu.
Mặc dù các dòng tài chính bất hợp pháp có liên quan chặt chẽ đến bay vốn, nhưng chúng khác nhau ở một khía cạnh chính; bay vốn là một biểu hiện đặt gần như toàn bộ vấn đề đối với các nước đang phát triển mà tiền rời khỏi. Nó cho thấy, mà không hoàn toàn phải nói như vậy, rằng gần như hoàn toàn là trách nhiệm của các quốc gia này trong việc đề cập và giải quyết mối lo ngại. Biểu hiện của dòng tài chính bất hợp pháp làm tốt hơn trong việc làm rõ rằng hiện tượng này là một con đường hai chiều.
Có một số mô hình kinh tế được sử dụng để cung cấp các ước tính về các dòng tài chính bất hợp pháp và bay vốn. Hai phương pháp phổ biến nhất là Mô hình số dư của Ngân hàng Thế giới và Mô hình Định giá sai Thương mại dựa trên DOTS, sử dụng cơ sở dữ liệu Định hướng Thống kê Thương mại (DOTS) của IMF để phân tích các khác biệt trong thống kê thương mại giữa các quốc gia đối tác. Một cách khác để ước tính định giá sai thương mại là với mô hình dựa trên IPPS, được phát triển bởi John Zdanowicz của Đại học Quốc tế Florida. Phương pháp này sử dụng các giao dịch xuất nhập khẩu riêng rẽ của Hoa Kỳ với phần còn lại của thế giới để tìm thấy các thiếu nhất quán trong giá xuất khẩu và giá nhập khẩu. Các nhà kinh tế cũng sử dụng Phương pháp tiền nóng (thu hẹp) và Phương pháp Dooley trong các ước tính này.
Một bài báo năm 2013, được ủy quyền bởi Raymond W. Baker, Giám đốc Liêm chính Tài chính Toàn cầu ước tính các dòng tài chính bất hợp pháp "rời khỏi các nước đang phát triển là khoảng 1 đô la nghìn tỷ một năm". Nghiên cứu này cũng cho thấy Trung Quốc, Nga và México chiếm ba phần lớn nhất trong các dòng tài chính bất hợp pháp toàn thế giới.

## Pakistan
Tại Pakistan, các ước tính về dòng tài chính bất hợp pháp đã khiến hơn 10 tỷ đô la trốn thuế và bị rút ra ngoài nước. Đây là với gần một phần ba dân số sống dưới mức nghèo khổ.

## Swaziland
Swaziland đã mất khoảng 556 triệu đô la cho các dòng tài chính bất hợp pháp vào năm 2012 và kỷ lục 1,139 tỷ đô la vào năm 2007.